# Hopedale, Massachusetts
Hopedale är en ort i Worcester County i delstaten Massachusetts, USA.